# Santa Maria della Pietà al Colosseo
Santa Maria della Pietà al Colosseo ou Igreja de Nossa Senhora da Misericórdia no Coliseu é uma igreja de Roma, Itália, localizada no rione Celio, no interior do Coliseu. É dedicada a Nossa Senhora das Mercês e uma igreja subsidiária da paróquia de Santa Maria in Domnica alla Navicella.

## História
Esta minúscula igreja foi construída em um dos muitos arcos do Coliseu e já existia, como uma edícula sagrada, na época do papa Paulo IV (r. 1555–1559). Segundo Mariano Armellini:
| “ | ...destinava-se, originalmente, a servir de guarda-roupas da companhia que apresentava, na arena do anfiteatro, o grande drama da Paixão de Cristo, uso que se manteve até o final do pontificado de Paulo IV. | ” |
|   | — Armellini. |   |

Depois, em 1622, esta edícula foi comprada pela Arquiconfraria do Gonfalone, que a transformou num oratório, e o entregou aos cuidados de um monge eremita que já vivia no local. O oratório esteve sob controle dos gonfalones até 1936, quando, depois de algumas mudanças, foi adquirido, em 1955, pelo "Circolo di San Pietro", que celebra, até hoje, uma missa no local todos os sábados e domingos. No interior está abrigado, no altar-mor, um baixo-relevo do século XIX de Nossa Senhora das Dores.